# 퀴르대미르구
퀴르대미르구(아제르바이잔어: Kürdəmir rayonu)는 아제르바이잔 중부에 위치한 구로 행정 중심지는 퀴르대미르이며 면적은 1,631.5km2, 인구는 98,173명이다. 남쪽으로는 쿠라강과 접한다.